# Матрёнин, Николай Дмитриевич
Николай Дмитриевич Матрёнин — советский хозяйственный и государственный деятель, лауреат Государственной премии СССР за выдающиеся достижения в труде.

## Биография
Родился в 1930 году в деревне Новоархангельская Инсарского уезда Пензенской губернии. Член КПСС.
В 1957—1990 годах — токарь Пензенского ордена Ленина завода химического машиностроения / производственного объединения «Пензхиммаш» Министерства химической промышленности СССР.
За большой личный вклад в увеличение выпуска и экономное использование химической и нефтехимической продукции был в составе коллектива удостоен Государственной премии СССР за выдающиеся достижения в труде 1984 года.
Жил в Пензе.

## Награды
- Орден Ленина
- Орден Трудового Красного Знамени
- Орден Знак Почёта
- Орден Трудовой Славы III степени